# Козелец клубненосный
Козеле́ц клубнено́сный (лат. Scorzonēra tuberōsa) — многолетнее травянистое растение; вид рода Козелец (Scorzonera) семейства Астровые (Asteraceae).

## Ареал и среда обитания
Прикаспийско-туранский вид. Произрастает в Прикаспийской низменности, на юге Западной Сибири и северо-западе Средней Азии. Выбирает открытые, слабо задернованные глинистые и песчаные склоны в составе пустынно-степных сообществ.

## Описание
Многолетнее травянистое, клубнеобразующее растение. Высота до 10-15 см. Корень на глубине 5—15 см образует шаровидный клубень 2—3 см в диаметре.
Листья линейные или ланцетно-линейные, шириной 1—5 мм, изогнутые, часто распластанные по земле.
Корзинки в диаметре от 1,5 до 2 см, на слабых изогнутых цветоносах, в количестве 3—15 на одном растении. Язычковые цветки жёлтые, с зазубренным краем и розовой полоской на нижней стороне язычка. Семянки шерстисто-опушённые, длиной 5—7 мм, с хохолком из перистых щетинок длиной 5—10 мм.
Цветение в конце апреля — начале мая. Размножение семенное.

## Охрана
Включен в Красные книги следующих субъектов РФ: Волгоградская область, Калмыкия, Астраханская область, Оренбургская область.